# Graziano Mesina
Graziano Mesina, noto anche con lo pseudonimo di Gratzianeddu (Orgosolo, 4 aprile 1942 – Milano, 12 aprile 2025), è stato un criminale italiano, il più famoso esponente del banditismo sardo del dopoguerra. È conosciuto per avere preso parte a sequestri di persona, omicidi, rapine, spaccio di stupefacenti, 10 evasioni oltre che per il ruolo di mediatore nel sequestro di Farouk Kassam.
Fino al suo ultimo arresto, avvenuto il 18 dicembre 2021 a Desulo, era inserito nella lista dei latitanti di massima pericolosità.

## Biografia
Penultimo degli undici figli, sei maschi e cinque femmine, del pastore orgolese Pasquale Mesina e di Caterina Pinna, Gratzianeddu — questo era il suo soprannome — era noto anche come la primula rossa del banditismo sardo.

### Adolescenza e primi processi
In quarta elementare — racconta Mesina nella sua autobiografia — prese a pietrate il maestro e dovette lasciare la scuola per andare in campagna come servo pastore, come già i fratelli. Mesina subisce il primo arresto nel 1956 all'età di 14 anni per porto d'armi abusivo, essendo stato trovato in possesso di un fucile calibro 16 rubato; secondo un quotidiano, questa prima vicenda si chiude con il perdono giudiziale, secondo Mesina stesso invece fu condannato a cinque anni con due anni di perdono giudiziale.
Nel maggio del 1960 venne arrestato nuovamente per aver sparato in luogo pubblico. Portato nella caserma dei Carabinieri, riuscì a evadere dopo aver forzato la porta della camera di sicurezza. Dopo una breve latitanza sulle montagne intorno a Orgosolo, si costituì per le insistenze della famiglia e del suo avvocato, il penalista nuorese Bruno Bagedda. Venne condannato a sei mesi di reclusione per l'evasione a cui si aggiunse un mese per il possesso della pistola e portato nel carcere di Nuoro. Nel luglio dello stesso anno, mentre Mesina era ancora in carcere, viene rapito e poi ucciso Pietrino Crasta, commerciante di Berchidda. Una lettera anonima alla questura segnalò che in località Lenardeddu, ove si trovava un terreno per il pascolo preso in affitto dai fratelli di Graziano Mesina, si sarebbe potuto trovare il cadavere di Crasta. L'11 luglio il cadavere vi viene effettivamente trovato.
I fratelli di Graziano Mesina (Giovanni, Pietro e Nicola) e alcuni vicini di pascolo vengono arrestati come responsabili del delitto. Il fratello Antonio, invece, riuscì a darsi latitante, e raccolse nel frattempo elementi probanti l'innocenza sua e dei fratelli. Nel gennaio del 1961 Graziano Mesina venne scarcerato. Il 24 dicembre dello stesso anno, in un bar di Orgosolo, il pastore Luigi Mereu, zio di uno degli accusatori dei Mesina nella vicenda Crasta, venne colpito da alcuni colpi di pistola e ferito gravemente. Secondo i Mesina, Mereu avrebbe cercato di "incastrarli" nella vicenda. Per il fatto venne accusato e arrestato Graziano Mesina, poi condannato a sedici anni di reclusione; l'interessato si proclamò innocente, dichiarando che non v'erano prove. Venne rinchiuso nel carcere nuorese di Badu 'e Carros, mentre il 12 luglio del 1962 i fratelli Giovanni, Nicola e Pietro Mesina venneno prosciolti dopo due anni di carcere preventivo.

### Evasioni e nuovi arresti
Dal carcere di Nuoro fu inviato al Tribunale di Sassari per rispondere di un tentato omicidio ai danni di un vicino di pascolo, vicenda avvenuta tempo prima nelle campagne di Ozieri; qui il confinante gli aveva ucciso la cagna Meruledda, custode del gregge; sulle prime si era giustificato dicendo di averla scambiata per una volpe, ma in seguito cambiò versione sostenendo che gli avesse rubato dell'uva. Mesina allora sventrò il cane per vedere se avesse mangiato uva, ma non se ne trovò, quindi lo malmenò. In seguito la vicenda divenne il soggetto di una canzone di Franco Trincale. Durante il trasferimento per il conseguente processo, riuscì a liberarsi dalle manette. Alla stazione di Macomer saltò dal treno e scappò, ma fu catturato poco dopo da alcuni ferrovieri.
Il 6 settembre riuscì a evadere dopo essersi fatto ricoverare nell'ospedale San Francesco di Nuoro, scavalcando il davanzale di una finestra e calandosi lungo un tubo dell'acqua nel quale rimase nascosto per tre giorni. Rimase in montagna latitante per tre mesi. Alla fine del mese di ottobre, il fratello Giovanni detto "Dannargiu" venne ucciso, e il suo corpo viene messo in segno di sfregio accanto a quello del suo acerrimo nemico Salvatore Mattu, anche lui assassinato. Mesina, nel tentativo di vendicare il fratello, la notte del 13 novembre 1962 entrò in un bar e secondo quanto dichiarato dall'avvocato sparò e uccise a colpi di mitra Andrea Muscau che secondo lui era responsabile della morte del fratello ma che in realtà non lo era. Venne nuovamente arrestato e condannato per omicidio a 24 anni di reclusione.
Nel gennaio del 1963 tentò l'evasione dal carcere di Nuoro, ma fu scoperto. Dopo un periodo nel carcere di Alghero, venne trasferito nel carcere di Porto Azzurro. Nell'estate del 1964 Mesina era atteso a un processo in Sardegna. Tentò la fuga da una toilette del treno in corsa, ma venne catturato poco dopo. Secondo quanto detto dallo stesso Mesina, in realtà si consegnò spontaneamente per non creare problemi al carabiniere che lo aveva in consegna. Venne trasferito a Volterra dove si finse pazzo e riuscì a essere ricoverato nel manicomio criminale di Montelupo Fiorentino. Anche qui progettò la fuga, ma senza fortuna. Verso la fine del 1964 venne ancora trasferito, questa volta a Viterbo, dove nuovamente tentò di evadere e perciò venne trasferito a Spoleto.
Anche a Spoleto tentò la fuga, ma venne scoperto. Nel 1965 è nel penitenziario di Procida dove rimase per tre mesi prima di esser ricondotto a Porto Azzurro. Trasferito a Sassari per un processo, tentò di aprire un buco nel pavimento del treno, ma non riuscì a fuggire. L'11 settembre del 1966, mentre scontava la reclusione nel carcere San Sebastiano, riuscì a compiere una delle sue più famose evasioni. Insieme al compagno di prigionia Miguel Atienza (si scoprirà in seguito che il vero nome è Miguel Alberto Asencio Prados Ponte), un giovane spagnolo disertore della Legione straniera che, fuggito dalla Corsica, arrivò in Sardegna e venne arrestato a Cagliari per furto di automobile, riuscirono a fuggire scalando il muro del carcere alto 7 metri e gettandosi sotto nella centrale via Roma di Sassari.
Una volta fuori dal carcere si fecero portare da un taxi a Ozieri, dando inizio alla lunga attività criminale della coppia. Nella zona di Golfo Aranci rapirono il proprietario terriero Paolo Mossa. Successivamente Mossa venne liberato dopo la promessa che avrebbe pagato il riscatto. L'11 maggio 1967, a Nuoro, travestiti da poliziotti, finsero un blocco stradale e rapirono Peppino Capelli, un grosso commerciante di carni. L'ostaggio venne rilasciato dopo che la famiglia versò come riscatto 18 milioni di lire. Alla coppia furono attribuiti molti sequestri: Campus, Petretto, Moralis, Canetto, Papandrea.

### La morte di Atienza e la lunga detenzione
Il 18 giugno 1967 Mesina e Atienza vennero intercettati dalle forze dell'ordine che li circondarono nelle colline di Osposidda, sotto Orgosolo. Durante lo scontro Atienza uccise due agenti, ma venne ferito a morte. Mesina venne assolto dalle accuse per la morte dei due agenti. 
Il 27 marzo 1968 il bandito sardo viene catturato in seguito a un normale controllo dalla polizia stradale alle porte di Orgosolo. Venne rinchiuso nel carcere di Nuoro. Da questo momento in poi inizia un lungo periodo di detenzione in diverse carceri italiane tra cui Volterra e Regina Coeli. Per otto anni non si sentì più parlare di lui. Col suo arresto la stagione della rinascita del banditismo in Sardegna ebbe termine. Egli è stato considerato, infatti, colui che aveva dato il via alla progressione criminale che aveva portato all'invio dei reparti speciali di Polizia e Carabinieri nell'isola. Il 13 maggio 1976 il fratello Nicola fu ucciso in località "Funtana Bona": i sicari lo fecero scendere dal camion nel quale viaggiava con due operai forestali e lo uccisero a fucilate. Nonostante le richieste, viene negata a Mesina la possibilità di rientrare in Sardegna per i funerali. Il 20 agosto dello stesso anno, Mesina riuscì a fuggire insieme con un gruppo di detenuti, tra cui uno dei leader dei NAP, Martino Zichitella, dal carcere di massima sicurezza di Lecce. Proseguì la latitanza fra Roma, Milano, Torino, Genova, Bologna, Trento. Il 26 gennaio del 1977 partecipa al sequestro dell'industriale calzaturiero Mario Botticelli, in provincia di Ascoli Piceno. Il 16 marzo 1977 viene arrestato a Caldonazzo, in provincia di Trento, durante una perquisizione in un appartamento. Trascorre la detenzione nelle carceri di Favignana, Trani, Fossombrone, passa per Cuneo e Novara, dove rimane due anni. Alla fine del 1982 venne trasferito a Porto Azzurro.
Nel 1985 ottenne un permesso di tre giorni, per tre ore al giorno per rivedere la madre a Orgosolo. Il 12 aprile ottenne un permesso di dodici ore per far visita al fratello a Crescentino, nel Vercellese. Allo scadere delle dodici ore non fece ritorno nel carcere di Vercelli. Raggiunse a Milano Valeria Fusè, una ragazza che aveva iniziato a scrivergli nel carcere di Novara. I due si rifugiarono in un appartamento di Vigevano, dove il 18 aprile fecero irruzione i Carabinieri che arrestarono entrambi. Trasferito nel carcere di massima sicurezza di Novara, venne condannato a ulteriori sei mesi di reclusione, mentre Fusè venne assolta.
Il 19 ottobre 1992 Mesina ottenne la libertà condizionale, e dopo 29 anni di carcere si stabilì a San Marzanotto, una frazione di Asti. Durante la sua permanenza ad Asti, Mesina incontrò Indro Montanelli, interessato alla vita del più famoso bandito sardo. Montanelli offrì sostegno a Mesina, ventilando la possibilità di scrivere un libro sulle molteplici evasioni che avevano avuto come protagonista Gratzianeddu.

### Il sequestro Kassam e la concessione della grazia
Nel 1992, durante la vicenda del sequestro del piccolo Farouk Kassam, Graziano Mesina interviene in Sardegna durante uno dei suoi permessi, con la funzione di mediatore, nel tentativo di trattare la liberazione con il gruppo di banditi sardi responsabili del sequestro del bimbo rapito a Porto Cervo il 15 gennaio e liberato a luglio.
Le circostanze della liberazione non sono mai state del tutto chiarite. Alla versione della polizia e del governo, che ha sempre negato che fosse stato pagato un riscatto, si contrappone quella di Mesina ribadita in alcune interviste, secondo cui la polizia pagò circa un miliardo di lire per il rilascio dell'ostaggio, aiutando la famiglia del bambino a soddisfare le richieste dei rapitori. Il 4 agosto 1993 il tribunale di sorveglianza revoca la concessione della libertà condizionale dopo il ritrovamento di un Kalašnikov e altre armi da guerra nel caseggiato astigiano di Mesina, arrestato insieme ad altre due persone.
Mesina, sospettato di progettare un nuovo sequestro di persona, viene nuovamente incarcerato a Voghera per scontare la pena all'ergastolo. In relazione a questi nuovi procedimenti giudiziari, Mesina ha sempre sostenuto la tesi del complotto contro di lui da parte dei servizi segreti, a causa del suo coinvolgimento nel sequestro Kassam.
Nel 2001 il tribunale di Asti respinse la richiesta di scarcerazione presentata dai difensori di Mesina. Il bandito sardo è stato un caso particolare nella storia giuridica italiana, avendo ricevuto la condanna all'ergastolo a causa di tre diverse condanne rispettivamente di 24, 8 e 6 anni di carcere, in applicazione della legge che prevede il cumulo delle pene per reati differenti. Nel luglio del 2003 chiede ufficialmente la grazia dando mandato al suo avvocato di rivolgersi al Presidente della Repubblica.
Il 25 novembre 2004, dopo la grazia concessagli dall'allora Presidente della Repubblica Ciampi su impulso del Ministro della giustizia Roberto Castelli, Mesina lascia il carcere di Voghera per fare ritorno da uomo libero nella sua Orgosolo. Complessivamente Mesina ha trascorso 40 anni in carcere.

### Dopo la liberazione
Dopo la liberazione Mesina, tornato nella natia Orgosolo, ha intrapreso la carriera di guida turistica, accompagnando i turisti nell'esplorazione dei luoghi più impervi della zona, spesso teatro delle sue latitanze e delle rocambolesche fughe, come per esempio sul Supramonte. Insieme ad altri due soci, nel 2007 ha aperto un'agenzia di viaggi a Ponte San Nicolò, in provincia di Padova.

### Nuovo arresto del giugno 2013, condanna e revoca della grazia, latitanza del 2 luglio 2020
Nel giugno 2013, a 71 anni, viene arrestato a Orgosolo. Secondo gli inquirenti, con la sua banda stava progettando un sequestro di persona: aveva già fatto un sopralluogo e fornito dettagli precisi sull'ostaggio ai suoi sodali, così come è emerso dalle intercettazioni. Inoltre è ritenuto dai magistrati della DDA di Cagliari capo di una potente organizzazione dedita a traffico di stupefacenti, furti e rapine. Dovrà rispondere peraltro di associazione per delinquere.
Il 12 dicembre 2016 viene condannato a 30 anni di reclusione dal tribunale di Cagliari, che dispone altresì la revoca del provvedimento di grazia. Il 7 giugno 2019 viene tuttavia scarcerato per decorrenza dei termini. La Cassazione rigetta il ricorso del legale, ma il 2 luglio 2020 i Carabinieri, recatisi presso la sua abitazione per notificare la sentenza e ricondurlo in carcere, non trovano nessuno: Mesina, a 78 anni, è nuovamente latitante. A inizio febbraio 2021 viene inserito dal Ministero dell'Interno nell'elenco dei latitanti di massima pericolosità.

### Arresto del dicembre 2021, malattia e morte
Nella notte del 18 dicembre 2021, durante un'azione coordinata del ROS e del GIS dei Carabinieri, Mesina viene trovato in un'abitazione di Desulo e ricondotto nel carcere di Badu 'e Carros, dopo poco più di 17 mesi di latitanza. Nel giugno 2022 viene trasferito nel carcere di Opera. L'11 aprile 2025, in serata, viene scarcerato per gravi motivi di salute. La mattina successiva Mesina muore, all'età di 83 anni, presso l'ospedale San Paolo di Milano, dove era stato ricoverato a causa delle complicanze di un tumore in fase terminale. In seguito ai funerali celebrati tre giorni dopo nella parrocchia di San Pietro a Orgosolo da don Salvatore Goddi, viene sepolto nella nuda terra presso il cimitero locale.

## Giangiacomo Feltrinelli
Nel 1968, quattro anni prima di morire, Giangiacomo Feltrinelli si recò in Sardegna, secondo i documenti scoperti dalla Commissione stragi nel 1996, per prendere contatto con gli ambienti della sinistra e dell'indipendentismo isolano. Nelle intenzioni di Feltrinelli vi era il progetto di trasformare la Sardegna in una Cuba del Mediterraneo. Tra le idee dell'editore c'era quella di affidare le truppe ribelli a Mesina, allora latitante. Mesina fu poi convinto a non partecipare all'iniziativa di Feltrinelli grazie all'intervento del Servizio Informazioni Difesa (SID), nella persona di Massimo Pugliese, ufficiale dei servizi che riuscì successivamente a far saltare completamente l'iniziativa.

## Influenza culturale
- Pelle di bandito, film di Piero Livi (1968), con Ugo Cardea, Giuliano Disperati, Mavíe Bardanzellu, Matteo Maciocco, Giovanni Petrucci. Il film racconta la fuga di un certo Mariano in compagnia di uno spagnolo di nome Pedro dal carcere; la storia ricorda le vicende del 1966 che videro coinvolti Mesina e Miguel Atienza.
- Barbagia (La società del malessere), film di Carlo Lizzani del 1969 con Terence Hill nel ruolo di Mesina e Don Backy che interpreta Miguel Atienza.
- Bandidos, una canzone dei Tazenda del 2003, ispirata alla fuga di Mesina e Atienza dal carcere di San Sebastiano.
- Vero Sardo G, canzone dei Sa Razza interamente dedicata a Mesina.
- Canzone per un'amica, di Francesco Guccini: nella prima versione dei Nomadi, incisa su 45 giri nel 1967, si sente uno strillone che, fra le altre cose, annuncia che il bandito Mesina è stato arrestato.
- Bandolero, canzone del gruppo cagliaritano AlterEgo, del 2019, con la presenza di Graziano Mesina come attore nel loro videoclip.